# Herb gminy Mochowo
Herb gminy Mochowo – symbol gminy Mochowo, autorstwa Dariusza Dessauera, ustanowiony 25 lipca 1994.

## Wygląd i symbolika
Herb przedstawia na tarczy w polu czerwonym jeźdźca w srebrnej zbroi na srebrnym koniu. Nad czarnowłosą głową jeźdźca złoty nimb, na plecach płaszcz takiejż barwy. Trzymanym w prawej ręce mieczem święty odcina kawał płaszcza przytrzymywanego lewą ręką. Poniżej siedzi nagi mężczyzna z wyciągniętymi do góry dłońmi. Jest to patron tutejszej parafii, św. Marcin, który oddaje biedakowi część swego płaszcza żołnierskiego.